# 德宁格尔熊

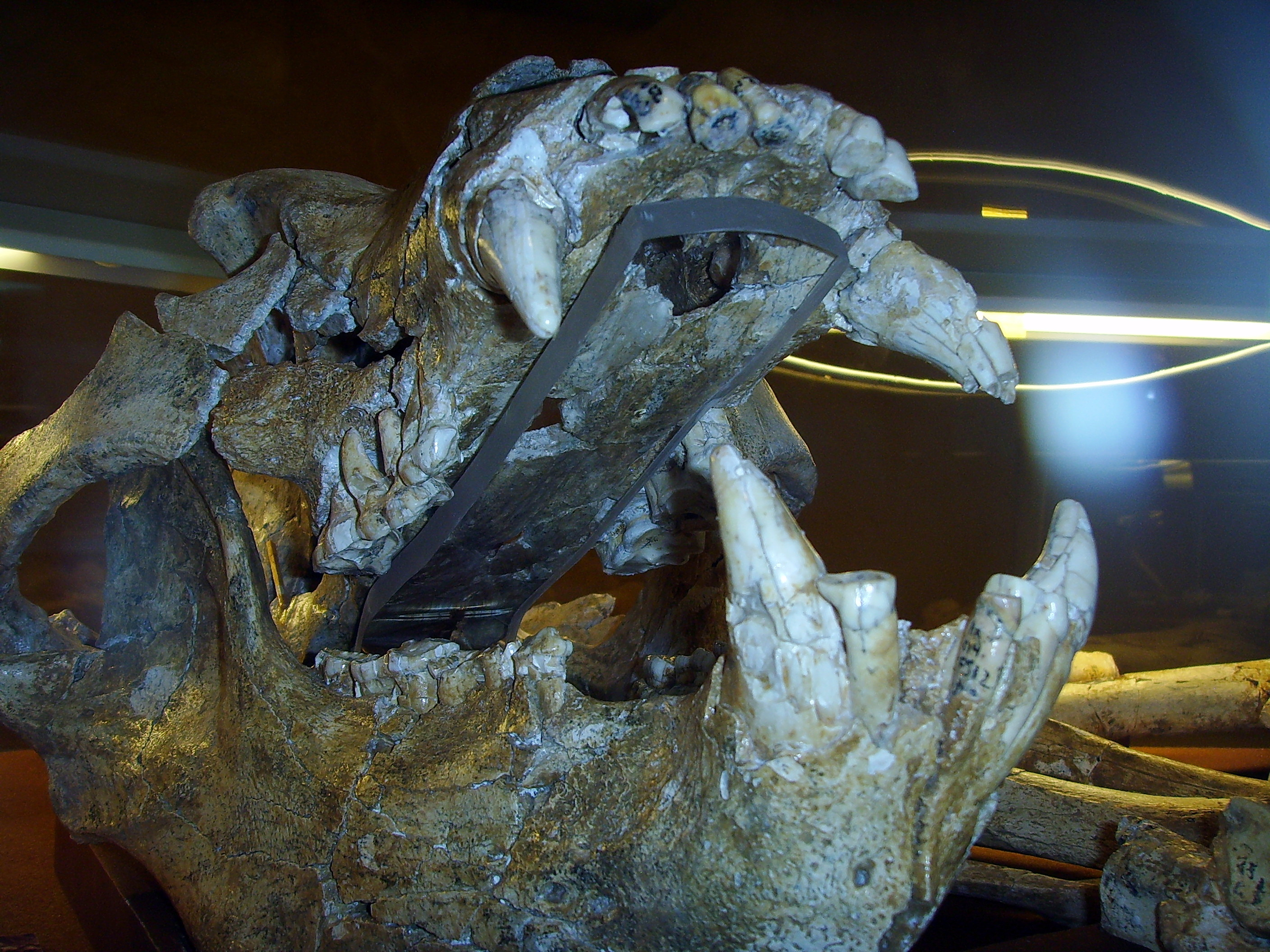
头骨

德宁格尔雄熊（Ursus deningeri）是熊属已经灭绝的一种动物，180万至10万年前的更新世时期分布于欧亚大陆。它的祖先是洞熊（U. spelaeus），后代为U. savini。
2013年，一批德国科学家重组了一头30万年前的德宁格尔熊的线粒体基因组。